# Aphonoides diadematus
Aphonoides diadematus är en insektsart som först beskrevs av Bolívar, I. 1910.  Aphonoides diadematus ingår i släktet Aphonoides och familjen syrsor. Inga underarter finns listade i Catalogue of Life.